# Museo MACI
Il Museo MACI è un museo di arte contemporanea di Isernia sito nelle sale del Palazzo della Provincia della città.
Il museo è il primo in Molise nel suo genere ed è stato inaugurato il 12 marzo 2004 con la mostra denominata L'Arte in testa. Storia di un'ossessione da Picasso ai giorni nostri.

## Esposizioni
Il museo presenta una mostra permanente con opere di artisti provenienti da tutto il mondo:
Davide Coltro, Nabouyoshi Araki, Santiago Sierra, Nicola Pellegrini, Ottonella Mocellin, John Pilson, Zoe Leonard, Omrette Lemieux, Vanessa Beecroft, Gianni Motti, Francesco Vezzoli, Ryan Mendoza, Chantal Joffe, Gabriele Picco, Ines van Hamsweerde, Candice Breitz, Nell, Vladimir Dubossarsky, Alexander Vinogradov, Peter Angermann, Mimmo Rotella, Mario Schifano, Nam June Paik, Stefano Arienti, Tarik Berber, Davide Cantoni, Marco Fantini, Thimoty Grrenfield, Sanders, Tessa Manon Den Uyl, Gian Marco Montesano, Luca Pignatelli, Daniele Galliano, Enrico De Paris, Lori Scarpellini.